# Grampy Can Ya Hear Me
"Grampy Can Ya Hear Me" (Abuelo, ¿puedes oírme? en Hispanoamérica y Abuelo, ¿me oyes? en España) es el quinto episodio de la vigesimonovena temporada de la serie de animación televisiva Los Simpson, y el episodio 623 de la serie general. Se emitió en los Estados Unidos en Fox el 5 de noviembre de 2017.

## Argumento
El día del cumpleaños del Abuelo Simpson, la familia Simpson llega al Planetario de Springfield. Después de comprar los boletos a los que Homer muestra a la chica del puesto de boletos cómo él era un astronauta, él trata de pesarse y se sorprende de pesar solamente 182 libras. Marge lo corrige indicando que es su peso en la Luna mientras Bart y Lisa observan cómo una reproducción de Plutón habla de cómo perdió su estatus como planeta en el sistema solar. En el programa del Planetario, la familia está viendo un documental sobre el Big Bang, pero el abuelo escapa después de la explosión.
Al volver a Springfield Retirement Castle, el abuelo se queja de que la música está muy baja debido a su problema de audición. En la casa, sus compañeros le hacen una pequeña fiesta, pidiéndole que pida un deseo. El anciano judío le da un audífono, un regalo muy apreciado ya que le devuelve el oído.
Lisa va a la habitación de Bart para pedirle que la ayude a entrar a la escuela para cambiar un papel de la tarea que entregó con la fecha equivocada para cuando ocurrió el Big Bang. Bart y Lisa irrumpen en el sótano de la escuela y cambian la fecha, pero también descubren que Skinner vive en el almacén. Skinner cuenta la historia de cómo su madre le ocultó un gran secreto. De niño, se inscribió en la Ohio State University para formar parte de la banda de música. Sin embargo, su madre, Agnes Skinner, mintió sobre su aceptación.
En casa, el abuelo oye el desagrado de la familia por su presencia allí, y dice que se va de casa para siempre y se va al centro comercial de Springfield, donde los dependientes de la tienda también lo amenazan como a un anciano.
Esa noche, Lisa tiene una pesadilla del futuro, convertirse en presidenta, sin embargo siendo descalificada por hacer trampa en el papel, mientras Skinner sueña con convertirse en baterista, y el abuelo va al bar Veterans of Unpopular Wars, donde le cuenta al barman sus problemas.
Skinner va a la Universidad Estatal de Ohio, donde les cuenta su historia, pero es rechazado porque es demasiado tarde y lo llaman perdedor, lo que lo convence de que discuta el asunto con su madre.
En clase, Lisa le confiesa a la señorita Hoover su truco, pero le dice que lo sabía. La Srta. Hoover quiere el chicle de nicotina que Bart robó. Se revela que se lo dio a la mascota de la clase que corre a través de la habitación con su rueda, energizada por ellos y va a atormentar Groundskeeper Willie.
En la casa de Skinner, Skinner le dice a su madre que sabe lo que hizo, pero el enojo desaparece cuando llora delante de él por lo que hizo. Acepta volver a sus condiciones, aunque tiene que vivir con Barney, que se mudó a su habitación. 
Mientras tanto, Homer recibe una llamada del bar, con el camarero enviando al abuelo de vuelta a casa y no enviarlo de nuevo allí. Al llegar a casa de los Simpson, el abuelo se entera de que la familia lo extraña. Sin embargo, están leyendo un guion escrito por Lisa y Marge. El abuelo se da cuenta de que su familia finalmente se preocupa por él, y los Simpson se unen a él en un gran abrazo, con Homer sosteniendo el guion del episodio.
En casa de Skinner, Skinner y Agnes comparten la tele, felices juntos. Se une a él para ver "El juego de los tronos" y comentar el contenido del programa.
Antes de que empiecen los créditos, Hans Moleman es el personaje principal de un corto "Nobody Knows Hans Moleman" (Nadie conoce a Hans Moleman), en el que cae en una alcantarilla y es pisoteado por Homer, es triunfado por Patty, y escaneado por Shauna Chalmers en el supermercado como si no fuera nadie mientras solamente necesitara sus píldoras para el corazón.

## Recepción
Dennis Perkins de The A.V. Club le dio al episodio una B- diciendo, "Tan cerca, este. ‘Grampy Can Ya Hear Me’ hace muchas pequeñas cosas bien mientras desperdicia todo el episodio en seis direcciones narrativas diferentes. El guion, acreditado a Bill Odenkirk, está repleto de pequeños toques de personajes bien observados y de ingeniosas bromas laterales, mientras que nunca se asienta en un guion lo suficientemente largo como para formar el todo satisfactorio en el que el episodio está siempre a punto de convertirse. A diferencia de un episodio de "B-menos" común y corriente de los Simpson de hoy en día,'Grampy Can Ya Hear Me' pica por cómo, con unos pocos ajustes, podría haber sido uno genuinamente sólido".
"Grampy Can Ya Hear Me" obtuvo una puntuación de 1,3 sobre 5 y fue visto por 2,86 millones de personas, lo que lo convierte en el segundo programa mejor valorado de Fox de la noche.